# Ain’t She Sweet
«Ain’t She Sweet» (с англ. — «Разве она не мила») — американская эстрадная песня, написанная в 1927 году Джеком Йелленом и Милтоном Эйджером (текст песни был посвящён младшей дочери Эйджера — Шане).
Впервые песня вышла в записи Фрэнка Банта в 1927 году, однако наибольший успех был у версии Бена Берни и его оркестра: в его исполнении песня заняла 1-е место в конце 1927 года. Мелодия звучит во множестве классических фильмов — «Утиный суп», «К востоку от рая», «Незнакомцы в поезде» (фоновая музыка на ярмарке) и др. Песня прочно вошла в репертуар популярных эстрадных исполнителей разных жанров (Джин Винсент, Фрэнк Синатра и др.).

## Версия The Beatles
The Beatles записывали «Ain’t She Sweet» дважды, с перерывом в 8 лет, в первом случае — с Питом Бестом на ударных. Ранняя версия была записана 22—23 июня 1961 года в студии в Гамбурге под руководством Берта Кемпферта в рамках сессии Тони Шеридана. В июле 1964 года, в разгар битломании, фирма Atco Records выпустила сингл «Ain’t She Sweet» (лейблу принадлежали права на песню). Сингл The Beatles занял 19-е место в американском хит-параде. Импорт сингла в Великобританию позволил песне добраться до 24-го места на родине группы (в хит-параде журнала Melody Maker). The Beatles также исполнили песню экспромтом 24 июля 1969 года, во время записи альбома Abbey Road (эта версия вошла в Anthology 3).

## Альбомы, в которые попала песня
• Anthology 1;
• Anthology 3
• Beatles featuring Tony Sheridan.